# Henri Guda
Henri Albert Maria (Henri) Guda (5 augustus 1933 - 25 maart 2021) was een Surinaams diplomaat. Hij maatschappelijk betrokken en vertegenwoordigde Suriname in de jaren 1980 bij de Verenigde Naties. Eind jaren 1990 was hij de hoogste functionaris van de Rotary Club in de Caraïben.

## Biografie
Henri Guda werkte van 1 november 1978 tot 18 juni 1996 op het ministerie van Algemene en Buitenlandse Zaken. In zijn eerste vier jaar was hij ambassadeur in speciale dienst. In november 1983 werd hij de permanente vertegenwoordiger bij de Verenigde Naties. Hij vertegenwoordigde zijn land op een aantal buitenlandse conferenties.
Hij was maatschappelijk betrokken en speelde een rol in verschillende organisaties, waaronder als eerste secretaris-generaal van de International Bauxite Association. Sinds 15 juni 1970 diende hij meer dan vijftig jaar voor de Rotary Club in Paramaribo. In 1988 en 1989 zat hij de organisatie voor als president en tien jaar later was hij de eerste Surinamer in de functie van Rotary District Governor, de hoogste functie van de Rotary Club in de Caraïben. Hij blies eind jaren 1980 de Stichting Nationale Kunstbeurs Suriname nieuw leven in, en nam verder het initiatief tot de oprichting van de Vocational Excellence Award en reikte deze in januari 2020 nog uit aan Rumas-directrice Emmy Hart.
Guda overleed in maart 2021; hij is 87 jaar oud geworden.